# Swish (álbum)
Swish (estilizado como SWISH) es un álbum recopilatorio de la banda americana de indie rock , Joywave. Fue lanzado el 11 de marzo de 2016, por las discográficas Cultco y Hollywood Records, principalmente para promover su sencillo "Destruction". El álbum contiene 10 pistas, comenzando con "Destruction", seguido de ocho versiones de la canción que presentan diferentes intros remixados, y termina con una pista adicional titulada "Life In a Bubble I Blew", una canción que fue cortada de How Do You Feel Now?. Los títulos de las canciones en la lista de canciones de Swish que presenta las versiones remixadas de "Destruction" crean la frase "Why be credible when you can be incredible?".  El nombre del álbum hace referencia al álbum de Kanye West, que originalmente iba a ser titulado Swish.

## Listado de canciones
Todas las canciones escritas y compuestas por Daniel Armbruster and Sean Donnelly. 
| N.º | Título                                  | Duración |  |
| 1.  | «Destruction»                           | 3:04     |  |
| 2.  | «Why»                                   | 3:15     |  |
| 3.  | «Be»                                    | 2:59     |  |
| 4.  | «Credible»                              | 2:55     |  |
| 5.  | «When»                                  | 3:03     |  |
| 6.  | «You»                                   | 3:00     |  |
| 7.  | «Can»                                   | 2:52     |  |
| 8.  | «Be (part 2)»                           | 3:11     |  |
| 9.  | «Incredible?»                           | 2:55     |  |
| 10. | «Life In a Bubble I Blew» (bonus track) | 3:41     |  |

## Sencillos
| Título        | Año  | Posición en las listas |
| Título        | Año  | US Alt.                |
| ------------- | ---- | ---------------------- |
| "Destruction" | 2015 | 18                     |